# Boten Anna
«Boten Anna» (en español «Anna, el bot») es una canción del dj sueco de música dance Basshunter, y primer sencillo de su segundo álbum de estudio, LOL <(^^,)>. Gracias a esta canción, Basshunter se convirtió en un artista destacado tanto en su nativa Suecia, como en Noruega, Finlandia, Dinamarca, Islandia, Polonia y los Países Bajos tras su lanzamiento en 2006. La canción se impuso en los números uno de las listas de éxitos y fue la canción más popular en The Gathering (una de las LAN party más grandes del mundo) en 2006.
Un bot llamado Anna ocasionalmente reside en el canal IRC #BassHunter.se en QuakeNet, que debido a la popularidad de la canción, el canal, al igual que #Anna, ha sido llenado de bots.

## Letra en sueco
La letra en sueco de Boten Anna cuenta la historia de una usuaria femenina de IRC confundida con un bot por el vocalista, quien más tarde descubre la verdad. Posteriormente, sin embargo, él declara que ella siempre será un bot a sus ojos. La canción está basada en una experiencia real de Jonas Erik Altberg (Basshunter), quien explicó la situación en una entrevista con la página web finlandesa Stara.fi. Un amigo suyo, decía que crearía un bot con capacidades administrativas para poner orden en su canal de IRC., #Basshunter.se. Cuando esto ocurrió, Jonas vio un nuevo usuario con capacidades administrativas llamado Anna entrar al canal, y naturalmente, pensó que se trataba del bot. Unos meses después, se percató de que en realidad Anna no era un bot, sino la novia de su amigo. El apuro que pasó, dice que le inspiró a crear la canción.
A pesar del esotérico tema de la letra, la canción fue bien recibida por los medios principales, no obstante la palabra bot, (programa informático) fue frecuentemente confundida con boat, (en inglés, "barco") que es pronunciada habitualmente casi igual que båt, (en el dialecto sueco hablado por el artista, "barco"), al igual que ocurrió con la palabra channel (canal), que produjo confusión entre un canal IRC y un canal de navegación. El video juega deliberadamente con ambos significados de las palabras; muestra a Basshunter montado un velomar con una "A" mayúscula en él (probablemente la inicial del nombre "Anna") y bajando por un canal. El juego de palabras se completa si sabemos que el velomar es usado para pescar lubinas, (en inglés, "bass").

## Versiones de la canción
En el CD maxisencillo de DotA que se lanzó en Alemania, se incluye la versión oficial de "Boten Anna", cantada en alemán "Boten Anna" (German Version) con una duración de 3 minutos y 26 segundos.

### Otras versiones
Varios artistas de todo el mundo han hecho versiones de Boten Anna en diferentes idiomas. Aquí se enumeran algunas de las más famosas:
- El grupo holandés Gebroeders Ko, quien también ha hecho versiones en holandés de canciones muy conocidas como "Dragostea din tei" de "O-Zone" hizo una parodia de la canción titulada "Ik heb een boot".[1] Aunque ellos sabían que la canción original no habla sobre una barca, la tradujeron como si así fuese. "Boten" es el plural de "boat" en holandés, y "boat" significa en inglés "barca". La canción alcanzó el número 6 de las listas Dutch Top 40 en las semanas 38 y 39 de 2006.
- En noviembre de 2006, otra parodia de De Gebroeders Ko entró en el Dutch Top 40 durante la semana 47 y llegó al número 7. La canción se llamaba "Sinterklaas Boot". Esta versión hablaba sobre la barca de Sinterklaas (Santa Claus).[2]
- Un grupo israelí, Chovevei Tzion (חובבי ציון), parodió "Boten Anna" con su popular sencillo "Rotze Banot" (רוצה בנות), en español "Quiero chicas".[3]
- El grupo polaco Cliver hizo una versión llamada "Za oknem deszcz" (en español "Tras la ventana está la lluvia").[4]
- La versión en alemán de Kid Bob, titulada "Die dicke Anna", en español "Anna, la gorda", cuyas letras trataban sobre una chica gorda sentada en una barca.[5]
- En Dinamarca, fue parodiada más tarde. La canción fue llamada "Hoen Anna", que significa en español "Anna, la puta". Las letras en sueco se "escuchan mal", y de esa manera se convierte en danés.
- Una versión acústica y con un toque dramático fue interpretada en islandés.[6]
- Se hizo una versión en hebreo, llamada "Roza Lashir", en turco "Jag kanner en turk", y en noruego "Pelle Politi".

### "Now You're Gone"
Una versión en inglés de "Boten Anna", titulada "Now You're Gone", cantada por Sebastian Westwood, usando letras independientes de Dj Mental Theo's Bazzheadz que fue lanzada originalmente en 2006, se ha convertido en la música de un vídeo de Basshunter con el mismo título en noviembre de 2007. El vídeo y la canción alcanzaron un gran éxito a nivel mundial y se convirtieron que fueran los más solicitados en los centros turísticos de verano en toda Europa a principios de 2008. Como la gente al volver de sus vacaciones quería escucharla de nuevo, los canales de TV en el Reino Unido se vieron inundados de peticiones para el vídeo. El 13 de enero de 2008, "Now You're Gone" entró en el número uno en el UK Singles Chart y pasó cinco semanas en la cima de las listas, poniendo fin a When You Believe de Leon Jackson, que estuvo tres semanas. En la sexta semana después del lanzamiento de la canción fue derribada de la parte superior por la cantante galesa Duffy, con su canción "Mercy."
La canción alcanzó el número 1 en los la lista de sencillos de Irlanda el 2 de febrero de 2008.

## Formatos y lista de canciones
| CD Sencillo (29 de mayo de 2006) |                           |          |  |
| N.º                              | Título                    | Duración |  |
| 1.                               | «Boten Anna» (Radio Edit) | 3:29     |  |
| 2.                               | «Boten Anna» (Club Remix) | 5:26     |  |

| CD Maxi (4 de septiembre de 2006) |                                             |          |  |
| N.º                               | Título                                      | Duración |  |
| 1.                                | «Boten Anna» (Radio Edit)                   | 3:29     |  |
| 2.                                | «Boten Anna» (Club Remix)                   | 5:26     |  |
| 3.                                | «Boten Anna» (DJ Micro Spankin Club Remix)  | 5:30     |  |
| 4.                                | «Boten Anna» (Backslash Fluffy Style Remix) | 4:40     |  |
| 5.                                | «Boten Anna» (SkillsToPayTheBills Remix)    | 4:34     |  |
| 6.                                | «Boten Anna» (Instrumental)                 | 3:20     |  |

| Otras versiones de la canción |                               |          |  |
| N.º                           | Título                        | Duración |  |
| 1.                            | «Boten Anna» (German Version) | 3:29     |  |
| 2.                            | «Vacker Tjej Ringer»          | 0:21     |  |
| 3.                            | «Adam Alshing»                | 1:41     |  |

## Posicionamiento en listas
| País         | Lista (2006-07)  | Posición más alta |
| ------------ | ---------------- | ----------------- |
| Dinamarca    | Top 40           | 1                 |
| Países Bajos | Top 100          | 2                 |
| Suecia       | Top 60           | 1                 |
| Austria      | Top 75           | 2                 |
| Noruega      | Top 20           | 3                 |
| Finlandia    | Top 20           | 4                 |
| Alemania     | Top 100          | 9                 |
| España       | Canciones Top 50 | 20                |
| Suiza        | Top 100          | 45                |
| Europa       | European Hot 100 | 30                |

## Certificaciones
| País      | Organismo certificador | Certificación | Ventas | Ref.   |
| --------- | ---------------------- | ------------- | ------ | ------ |
| Austria   | IFPI Austria           | Oro           | 15 000 | [ 11 ] |
| Dinamarca | IFPI Dinamarca         | 3× Platino    | 90 000 | [ 12 ] |
| Suecia    | IFPI Suecia            | Platino       | 20 000 | [ 13 ] |